# قناة شمس العراق الفضائية
قناة شمس العراق الفضائية تُعد واحدة من القنوات التلفزيونية الرائدة في العراق حيث بدأت بثها الرسمي في عام 2016 هذه القناة التي يقع مقر إدارتها في العاصمة بغداد تأسست برؤية مميزة تحت إشراف غسان عبد القادر الحلفي الذي يترأس مجلس إدارتها. تسعى القناة جاهدة للوصول إلى مختلف أطياف المجتمع العراقي بمحتوى متنوع يلبي اهتماماتهم وتوجهاتهم المختلفة، مع إيلاء اهتمام خاص لفئة الشباب، التي تُعتبر النسبة الأكبر من سكان العراق. من خلال برامجها المتنوعة وأساليبها التفاعلية، تحاول القناة تجسيد نبض المجتمع العراقي وإبراز تطلعاته وآماله.

## سبب التسمية
تمت تسميتها بهذا الاسم لأنها تركز على تسليط الضوء على القضية العراقية.

## البرامج
- الكلمة الاخيرة
- عيون تنتظر
- حديث الشمش
- مضايف البخت
- برنامج طوائف
- برنامج رياضي ريجستا
- برنامج. صوره اخباريه
- برنامج جلسه حسينيه
- برنامج مسائل حشد
- برنامج عين على الإنجاز
- برنامج حرف يدويه
- برنامج حضارتنه
- تغطيه خاصه
- جوله الشمس